# Microchilus mexicanus
Microchilus mexicanus är en orkidéart som först beskrevs av Oakes Ames, och fick sitt nu gällande namn av Paul Ormerod. Microchilus mexicanus ingår i släktet Microchilus och familjen orkidéer. Inga underarter finns listade i Catalogue of Life.